# Parlamentswahl in Haiti 1979
Die Parlamentswahl in Haiti 1979 wurde am 11. Februar 1979 durchgeführt. Einzige legal existierende Partei war die Parti de l’Unité nationale des Diktators Jean-Claude Duvalier.

## Hintergrund
Als Präsident auf Lebenszeit führte der „Baby Doc“ genannte Jean-Claude Duvalier Haiti als Autokratie. Die Parti de l’Unité nationale (PUN) diente ihm als politische Plattform zur Legitimierung seines Regimes. Oppositionelle befanden sich im Exil, vor allem in den Vereinigten Staaten und einigen Karibischen und südamerikanischen Staaten.
Es galt die Verfassung von 1964, ⁣⁣ die festgelegt hatte, dass die Amtszeit des Präsidenten unbegrenzt war und die einzige Kammer des Parlaments (Chambre legislative) 58 Abgeordnete hatte.
Es bestand Wahlpflicht für alle Haitianer, die das 18. Lebensjahr erreicht hatten. Die Wählerschaft betrug 4.919.000 Personen. In 58 Wahlkreisen wurden die Abgeordneten nach dem Mehrheitswahlrecht bestimmt. Die Legislaturperiode umfasste sechs Jahre.
Rund 300 Kandidaten bewarben sich um die 59 Sitze. Davon gehörten fast alle, bis auf einige Unabhängige, der Parti de l’Unité nationale an.

## Ergebnis
57 Sitze des Parlaments wurden von Mitgliedern der Parti de l’Unité nationale gewonnen. In der nördlichen, zweitgrößten Stadt des Landes, Cap-Haitien, konnte sich ein unabhängiger Kandidat durchsetzen.